# Стукалова Балка
Стукалова Балка (укр. Стукалова Балка) — село (посёлок до 03.09.2010) в Славяносербском районе Луганской области Украины. Под контролем самопровозглашённой Луганской Народной Республики.

## География
Соседние населённые пункты: посёлок Металлист и город Луганск на юге, сёла Шишково, Крутая Гора на западе, Лиман, Раёвка и Весёлая Гора на северо-западе, Светлое, Приветное, Обозное на севере, Христово на северо-северо-востоке, Паньковка на северо-востоке.

## Население
Население по переписи 2001 года составляло 153 человека.

## Общие сведения
Почтовый индекс — 93733. Телефонный код — 6473. Занимает площадь 0,315 км². Код КОАТУУ — 4424583910.

## Местный совет
93733, Луганская обл., Славяносербский р-н, пос. Металлист, ул. Ленина, 55